# Trinidad und Tobago
Trinidad und Tobago (deutsch [ˈtrɪnidat ˀʊnt toˈbaːgo], englisch [ˈtɹɪnɪdædəntəˈbeɪgoʊ]) ist ein karibischer Inselstaat, der im Wesentlichen die Inseln Trinidad und Tobago umfasst. Die Inseln sind die südlichsten der Kleinen Antillen und liegen vor der Küste Venezuelas.

## Geographie

### Geologie
Im Gegensatz zu den meisten anderen Inseln der Region sind Trinidad und Tobago nicht vulkanischen Ursprungs, sondern waren einst Teil des südamerikanischen Festlandes. Von diesem ist die 4.825 km² große, auf dem südamerikanischen Festlandssockel liegende Hauptinsel Trinidad durch den Golf von Paria getrennt, der über zwei Meerengen, die Bocas del Dragón und die Boca del Serpiente, mit dem Karibischen Meer bzw. dem Atlantischen Ozean verbunden ist. Tobago liegt nordöstlich von Trinidad und liegt gemäß der IHO-Definition auf der Grenze zwischen Karibischem Meer und Atlantik.
Trinidad wird von drei Mittelgebirgsketten durchzogen. Die Northern Range verläuft in West-Ost-Richtung entlang der Nordküste und beheimatet die beiden höchsten Erhebungen des Landes, den Cerro del Aripo (941 m) und El Tucuche (936 m). Die Central Range ist mit einer Maximalhöhe von 325 m deutlich niedriger und verläuft von Südwesten nach Nordosten diagonal durch die Mitte der Insel. Die Southern Range verläuft entlang der Südküste und erreicht maximal 305 m. Auch Tobago (303 km²) ist durch ein Gebirge gezeichnet und stark bewaldet.
Trinidad verfügt über zahlreiche Flüsse, von denen viele den Südhängen der Northern Range entspringen und sich in der südlich davon gelegenen Tiefebene nach Westen oder Osten wenden. Insbesondere die Caroni Plain, ein Landschaftsgroßraum zwischen Northern Range und Central Range, ist dadurch sehr fruchtbar. Die längsten dieser Flüsse sind der 42 km lange Ortoire River, der nach Osten in den Atlantik entwässert, und der 40 km lange Caroni River, der nach Westen über den Caroni Swamp in den Golf von Paria mündet.

### Klima
Das Klima ist tropisch; im Bergland im Süden von Trinidad existiert ein Savannenwald. Die Regenzeit dauert von Juni bis Dezember, wobei Jahresniederschläge um 2.000 mm erreicht werden. Die Durchschnittstemperatur beträgt tagsüber etwa 30 °C, nachts fällt sie auf ca. 20 °C. Im Gegensatz zu den meisten Inseln der Karibik liegen Trinidad und Tobago südlich der Hurrikan-Zone.
|                        | Jan | Feb | Mär | Apr | Mai | Jun | Jul | Aug | Sep | Okt | Nov | Dez |   |      |
| Mittl. Temperatur (°C) | 32  | 31  | 32  | 32  | 31  | 31  | 31  | 32  | 31  | 31  | 30  | 28  | ⌀ | 31   |
|                        |     |     |     |     |     |     |     |     |     |     |     |     |   |      |
| Sonnenstunden (h/d)    | 8   | 8   | 8   | 8   | 6   | 7   | 7   | 7   | 6   | 6   | 6   | 7   | ⌀ | 7    |
|                        |     |     |     |     |     |     |     |     |     |     |     |     |   |      |
| Regentage (d)          | 8   | 2   | 8   | 9   | 19  | 23  | 17  | 16  | 13  | 17  | 16  | 10  | Σ | 158  |
|                        |     |     |     |     |     |     |     |     |     |     |     |     |   |      |
| Wassertemperatur (°C)  | 26  | 26  | 27  | 27  | 27  | 28  | 28  | 29  | 29  | 27  | 27  | 27  | ⌀ | 27,3 |

|  |

|  |

|  |

|  |

|  |

|  |

|  |

|  |

|  |

|  |

|  |

|  |

|  |

|  |

|  |

|  |

|  |

|  |

|  |

|  |

|  |

|  |

|  |

|  |

### Flora und Fauna
Trinidad und Tobago liegen in einem Biodiversitäts-Hotspot. Die Lage der Inseln nahe dem südamerikanischen Kontinent und die Vielfalt an Habitaten führte zu einer sehr hohen Artenvielfalt. Ökologen zählten 97 einheimische Säugetier-, 400 Vogel-, 55 Reptilien-, 25 Amphibien- und 617 Schmetterlingsarten sowie über 2.200 Arten an Gefäßpflanzen. Kaum ein anderes Gebiet Westindiens und nur wenige Gebiete Südamerikas weisen diese Vielfalt auf. Die bis zu 1000 m hohen Bergketten sind mit tropischem Regenwald bedeckt. In Trinidad endemische Tierarten sind unter anderem der Trinidadguan, der Oropuche-Guppy und der Golden Tree Frog (Phyllodytes auratus).

### Naturschutz
Zuständig für den Umweltschutz ist das Ministry of Planning and Development. Es ist damit auch verantwortlich für die Umsetzung der Biodiversitätskonvention und die Erhaltung der biologischen Ressourcen des Landes. Dem Ministerium sind u. a. eine Fachabteilung für Wald und Forstwissenschaft, die Umweltbehörde Environmental Management Authority und die Agentur für Grünanlagen unterstellt. Das Tourismusministerium ist die Aufsichtsbehörde für den Emperor Valley Zoo.

### Nationalparks
Die Nationalparkabteilung des Umweltministeriums betreut eine Anzahl verschiedener Schutzgebiete mit unterschiedlichem Schutzstatus und Ziel (Marine Reserve, Nationalpark, Protected Sites). Einziger Nationalpark der Inseln ist der Maracasstrand. In den folgenden Gebieten hat die Agentur Stationen:
- San Fernando Hill National Landmark
- Caura Recreation Site
- Quinam Recreation Site
- Cleaver Woods Recreation Park
- Aripo Savannen Scientific Reserve

### Städte
Im Jahr 2023 lebten 53 Prozent der Einwohner Trinidad und Tobagos in Städten. Die größten Städte sind (Stand Zensus 2011) Chaguanas (83.516 Einwohner), San Fernando (48.838 Einwohner), San Juan (45.146 Einwohner), Port of Spain (37.074 Einwohner) und Arima (33.606 Einwohner).

## Bevölkerung
Die Bevölkerung Trinidads konzentriert sich überwiegend auf den westlichen Teil der Insel, während der östliche und nördliche Teil der Insel stark ländlich geprägt sind. Port of Spain ist im Laufe der Zeit mit den weiter östlich gelegenen Vororten zusammengewachsen und bildet den East-West Corridor, in dem mehr als 500.000 Menschen leben, was knapp die Hälfte der Einwohner ausmacht. Die südlich der Northern Range gelegene Agglomeration macht das wirtschaftliche Zentrum der Insel aus.
Die Bevölkerung wächst langsam. Die Fertilitätsrate lag 2019 bei 1,7 Kindern pro Frau. Auf 1.000 Einwohner kamen 2019 16,6 Geburten und 8,5 Todesfälle. Aufgrund einer hohen Emigrationsrate wuchs die Bevölkerung nur um 0,4 %.
Die Lebenserwartung der Einwohner Trinidad und Tobagos ab der Geburt lag 2020 bei 73,6 Jahren (Frauen: 76,4, Männer: 71).

### Volksgruppen

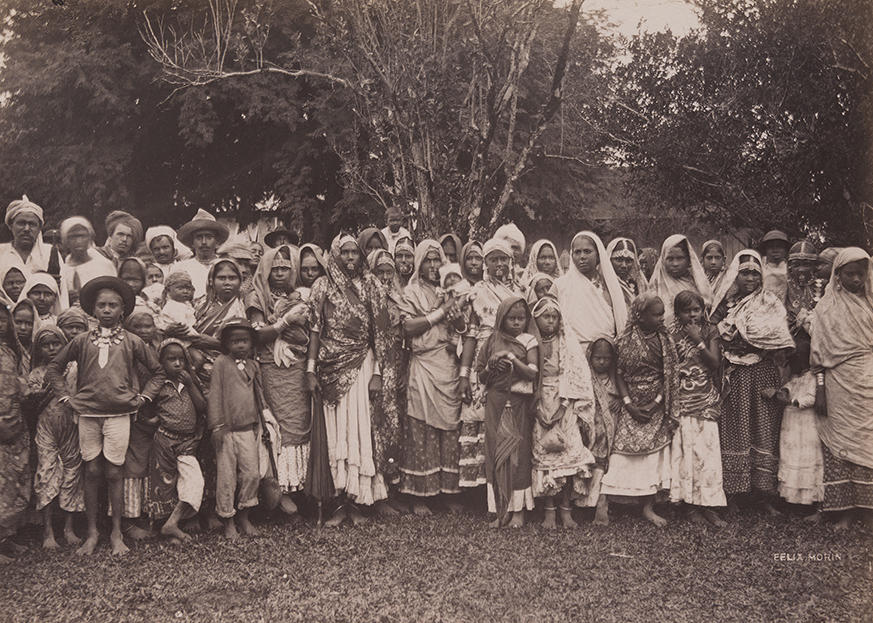
Indischstämmige Kontraktarbeiter mit Familien (um 1890)

Die ursprünglich indianische Bevölkerung (Arawak) ist seit dem Ende des 18. Jahrhunderts ausgestorben. Heute machen Indigene nur noch 0,11 % der Bevölkerung aus. Wie überall in der Karibik, wo Plantagenwirtschaft betrieben wurde, beruhte diese auf der brutalen Ausbeutung von Sklaven. Mit der Abschaffung der Sklaverei in den britischen Kolonien im Jahre 1834 wurden die Sklaven durch Kontraktarbeiter, vor allem aus Britisch-Indien, ersetzt. Die Arbeits- und Lebensbedingungen dieser Kontraktarbeiter unterschieden sich nur unwesentlich von denen der Sklaverei.
Die Einwohner sind, abhängig davon, welcher Insel sie sich zugehörig fühlen, als Trinidadier („Trinidadians“) und Tobagoer („Tobagonians“) bekannt.
Laut Zensus von 2011 betrachten sich etwa 34,2 % der Bevölkerung als Nachkommen der in früheren Jahrhunderten aus Afrika verschleppten Sklaven, circa 35,4 % verorten ihre Vorfahren auf dem indischen Subkontinent und ungefähr 22,8 % sehen sich als „gemischter“ Ethnizität; etwas mehr als 1,4 % haben andere Angaben gemacht, davon sind 0,6 % Weiße („Caucasian“), 0,3 % chinesischer und jeweils 0,1 Prozent portugiesischer, syrisch-libanesischer sowie indigener Herkunft. Im Jahre 2017 waren 3,7 % der Bevölkerung Migranten.

### Religionen
Zum Zeitpunkt des Zensus 2011 bekannten sich 98 % der Trinidadier, die zur entsprechenden Frage eine Antwort gaben, zu einer Religion. 62 % der Antwortenden waren Christen, 21 % Hindus und 6 % Muslime. Die Gruppe der Christen unterteilt sich, wie im angloamerikanisch geprägten Teil der Karibik üblich, in zahlreiche teils sehr kleine Gruppierungen. Die größten sind die römisch-katholische Kirche mit 24,3 % der antwortenden Befragten, verschiedene evangelische Gruppierungen mit zusammen 13,5 %, Anglikaner mit 6,4 % und Spiritual Baptists mit 6,4 %.

### Sprachen
Englisch, das von über 95 % der Bevölkerung gesprochen wird, ist die am weitesten verbreitete Sprache. Spanisch ist aufgrund der Nähe zu Venezuela ebenfalls (meist als Zweitsprache) verbreitet, unter den Trinidadiern indischer Abstammung teilweise auch Hindi. Im ländlichen Raum haben sich kleine Sprachinseln von Arawak-Dialekten, Antillen-Kreolisch („Patois“ genannt) und Tamil gehalten.

## Landesname
Die Benennung Trinidads erfolgte durch Christoph Kolumbus im Rahmen seiner dritten Reise 1498. Kolumbus benannte die Insel nach der Dreifaltigkeit, einem Begriff aus der christlichen Theologie. Die Herkunft des Namens Tobago ist nicht zweifelsfrei geklärt; als am wahrscheinlichsten gilt eine Herleitung vom spanischen Wort für Tabak, tabaco, das sich wiederum nach herrschender Meinung von der Taíno-Bezeichnung für die Tabakpflanze herleitet.

## Geschichte
Sowohl Trinidad als auch Tobago wurden ursprünglich von Indianern südamerikanischen Ursprungs bewohnt. Die Erstbesiedelung Trinidads durch Jäger und Sammler fand vor mindestens 7.000 Jahren statt. Somit handelt es sich um die am frühesten besiedelte Insel der Karibik. Als erste keramische Kultur besiedelten die Saladoiden um 250 v. Chr. Trinidad und Tobago. Sie hatten über die gesamten Antillen bis Hispaniola ein Handelsnetz gespannt, das auch das nördliche Südamerika mit einschloss. Auch den Ackerbau brachten die Saladoiden auf die Inseln. Spuren der Saladoiden finden sich unter anderem in Blanchisseuse. Zur Zeit des Erstkontakts mit Europäern lebten auf Trinidad arawakisch sprechende Volksstämme wie Nepoya und Suppoyo, die die Saladoiden im 7. bis 9. Jahrhundert n. Chr. von den Inseln der Karibik verdrängten, sowie karibische Gruppen, die ab 1200 n. Chr. auf den Antillen auftauchten. Tobago dagegen wurde von Insel-Kariben und Galibi bewohnt.
Christoph Kolumbus erreichte die Insel Trinidad am 31. Juli 1498. Wegen ihrer drei markanten Bergspitzen benannte er sie nach der Dreifaltigkeit. Aber erst 1592 ließen sich spanische Siedler auf der Insel nieder. Hauptwirtschaftszweige waren der Anbau von Kakao und Tabak. 1797 übernahmen die Briten die Kontrolle über Trinidad.
Der Name der Insel Tobago leitet sich vermutlich vom Wort Tabak ab. Auch sie wurde von Kolumbus entdeckt. Im 17. Jahrhundert stritten Franzosen, Briten, Niederländer und Kurländer um die Herrschaft über die Insel. In dieser Zeit wechselte Tobago 31-mal den Besitzer. 1704 wurde sie zu neutralem Territorium erklärt. 1797 besetzten die Briten Trinidad und sicherten durch den Frieden von Amiens ihre Besitzung. Im Frieden von Paris ging 1814 auch Tobago in den Besitz von Großbritannien über. 1888 wurde die Verwaltung von Tobago der von Trinidad unterstellt.

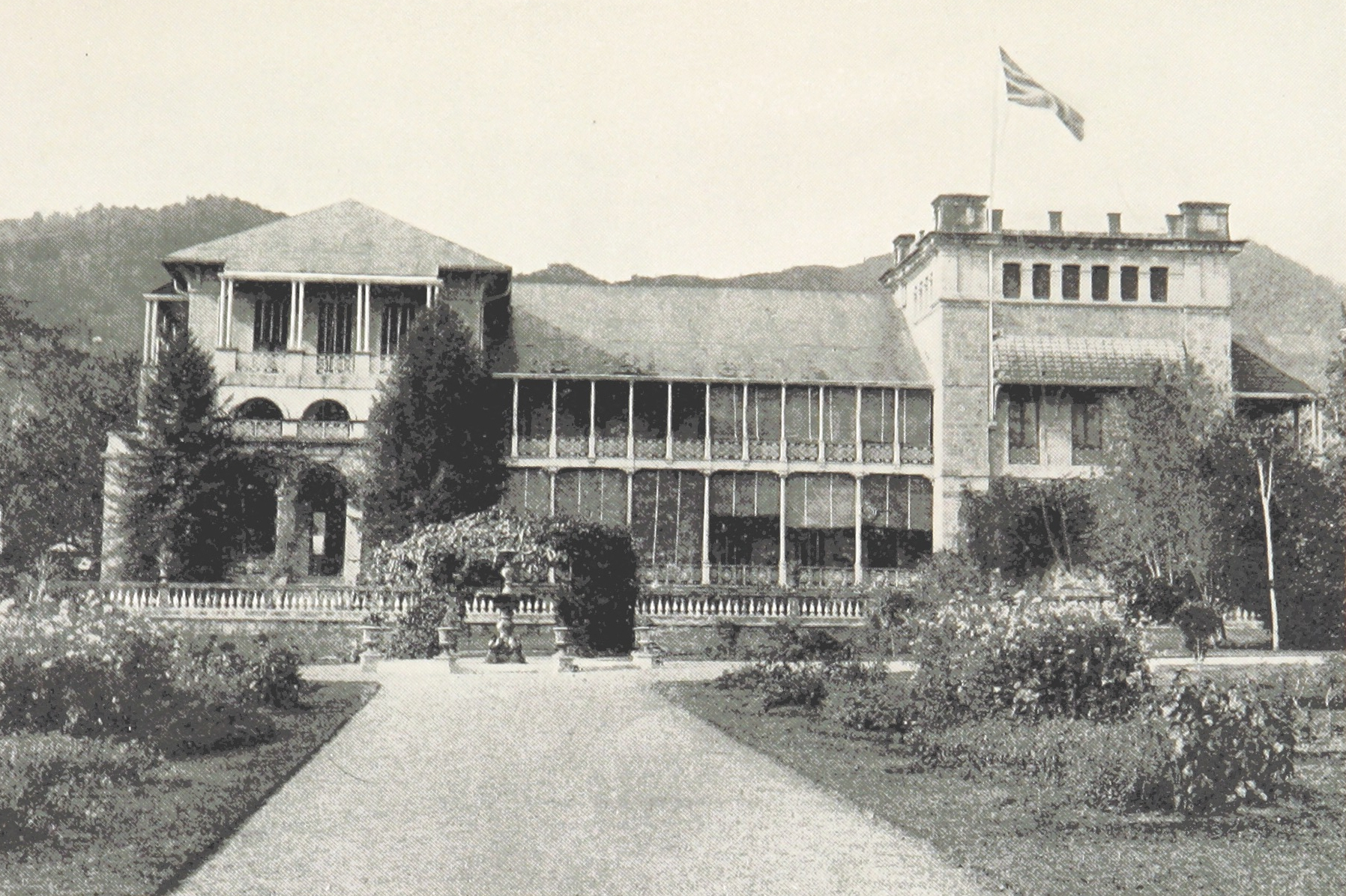
Der britische Gouverneurspalast auf Trinidad (1893)

Der Inselstaat war früher ein Zentrum der Sklaverei. Die Vergangenheit spiegelt sich heute noch in den Namen der Einwohner. Viele tragen die englischen Vornamen, mit denen ihre Vorfahren gerufen wurden, nun als Familiennamen. Beispiele hierfür sind die Fußball-Nationalspieler Stern John und Kelvin Jack.
Im Zweiten Weltkrieg war Trinidad der größte alliierte Militärstützpunkt in der Karibik, da es eine wesentliche Rolle in der U-Boot-Bekämpfung im Atlantik und im Karibischen Meer spielte. In dieser Zeit entstanden die Grundlagen für die heutige Infrastruktur und Industrie der Insel.
Noch vor der Unabhängigkeit, unter britischer Verwaltung, wurde 1946 das aktive und passive Frauenwahlrecht eingeführt.
1958 wurde Trinidad und Tobago ein Teil der Westindischen Föderation, deren Hauptstadt Port of Spain war und die aus mehreren britischen Kolonien zu dem Zweck gebildet worden war, als Bundesstaat in die Unabhängigkeit entlassen zu werden. Die Föderation zerbrach aber schon 1962; am 31. August wurde Trinidad und Tobago eigenständig unabhängig. Das Frauenwahlrecht wurde bei der Unabhängigkeit 1962 bestätigt. Zunächst war das Land eine Monarchie unter Elisabeth II., seit 1976 ist es eine Republik im Rahmen des Commonwealth of Nations.
1990 stürmten 114 Mitglieder von Jamaat al Muslimeen, einer muslimischen Rebellengruppe unter der Führung von Yasin Abu Bakr (eigentlich Lennox Phillip), das Parlamentsgebäude „Red House“ und die damals einzige Fernsehstation von Trinidad und Tobago. Dort hielten sie sechs Tage lang Beamte als Geiseln, bevor sie aufgaben.
Der Nationalfeiertag ist der 31. August. Aufgrund des Kapitulationsvertrages zwischen Spanien und Großbritannien vom 18. Februar 1797 blieb Fronleichnam auch unter britischer Herrschaft ein staatlicher Feiertag und ist es bis heute.
Trinidad und Tobago ist einer der Staaten im Commonwealth, der bis heute für bestimmte Straftaten die Todesstrafe verhängt. Für Mord war sie bis 2011 die einzig vorgesehene Strafe. Vollstreckung der Todesstrafe war nach einem Urteil des Judicial Committee of the Privy Council in London faktisch außer Kraft gesetzt worden, da das Komitee eine Vollstreckung der Todesstrafe nach einer Haftzeit von über fünf Jahren als „grausam“ (engl. cruel and unusual punishment) angesehen hatte. Den Verteidigern gelang es im Anschluss an dieses Urteil, die Dauer des Revisionsverfahren bis zu einem endgültigen Urteil über diese festgesetzte Fünf-Jahres-Frist zu ziehen, so dass seit 1999 kein Todesurteil mehr vollstreckt wurde.

## Politik

### Politisches System

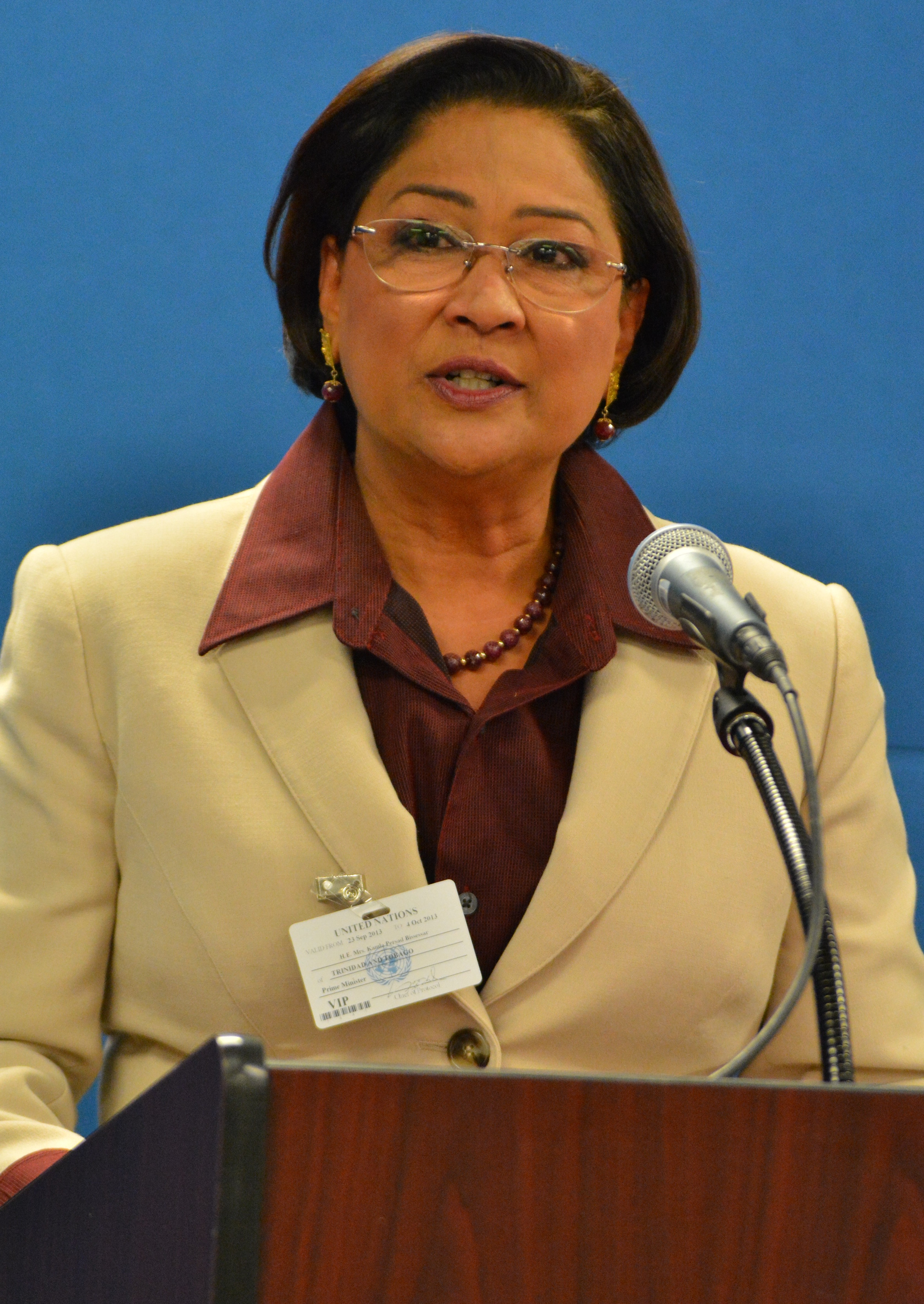
Kamla Persad-Bissessar, Premierministerin seit 2025

Trinidad und Tobago ist eine parlamentarische Republik. Staatsoberhaupt ist der Präsident, der von einem Wahlkollegium (Vertreter beider Kammern) indirekt auf fünf Jahre gewählt wird. Von 2018 bis 2023 war Paula-Mae Weekes die erste Präsidentin des Landes. Seit 2023 ist Christine Kangaloo amtierende Präsidentin.
Das Parlament besteht aus einem Repräsentantenhaus mit 41 gewählten Abgeordneten und einem Senat aus 31 vom Präsidenten ernannten Mitgliedern. Von diesen schlägt der Ministerpräsident 16 Mitglieder vor, 9 der Oppositionsführer. Die Republik ist ein Einheitsstaat, aber Tobago hat ein eigenes Parlament und begrenzte Autonomie.
Das Repräsentantenhaus wird nach dem relativen Mehrheitswahlrecht in Einpersonenwahlkreisen gewählt, so dass sich ein Zweiparteiensystem entwickelte. Die dominierenden Parteien sind der United National Congress (UNC), die Partei der indischen Einwanderer, und das People’s National Movement (PNM), die sich hauptsächlich auf die Bevölkerung afrikanischen Ursprungs stützt. Nur selten saßen weitere Parteien im Parlament.
Bei der Wahl zum Repräsentantenhaus 2025 siegte der UNC unter Kamla Persad-Bissessar. Die Partei übernahm damit nach zehn Jahren wieder die Macht.

### Politische Indizes
| Name des Index                     | Indexwert    | Weltweiter Rang | Interpretationshilfe | Jahr |
| ---------------------------------- | ------------ | --------------- | --- | ---- |
| Fragile States Index               | 53,5 von 120 | 125 von 179     | Stabilität des Landes: stabil 0 = sehr nachhaltig / 120 = sehr alarmierend Rang: 1 = fragilstes Land / 179 = stabilstes Land | 2024 |
| Demokratieindex                    | 7,09 von 10  | 45 von 167      | Unvollständige Demokratie 0 = autoritäres Regime / 10 = vollständige Demokratie                                              | 2024 |
| Freedom in the World Index         | 82 von 100   | —               | Freiheitsstatus: frei 0 = unfrei / 100 = frei                                                                                | 2024 |
| Rangliste der Pressefreiheit       | 79,7 von 100 | 19 von 180      | Zufriedenstellende Lage für die Pressefreiheit 100 = gute Lage / 0 = sehr ernste Lage                                        | 2025 |
| Korruptionswahrnehmungsindex (CPI) | 41 von 100   | 82 von 181      | 0 = sehr korrupt / 100 = sehr sauber                                                                                         | 2024 |

### Polizei und Militär
Die Trinidad and Tobago Defence Force (TTDF) besteht aus den Teilstreitkräften Trinidad and Tobago Regiment (Infanterie), Küstenwache, Air Guard (Luftwaffe) und der Reserve. Das Regiment besteht aus rund 2.800 Männern und Frauen, die TTDF insgesamt aus etwa 4.000.
Die 1962 nach der Unabhängigkeit des Landes eingeführte Armee ist die größte militärische Einheit in der englischsprachigen Karibik. Die TTDF untersteht dem Ministry of National Security. Der Commander in Chief ist der Präsident, derzeit Präsidentin Christine Kangaloo. Chef des Verteidigungsministeriums ist Brigadier General Kenrick Maharaj.

### Menschenrechte, Kriminalität und Drogenhandel
Es gibt wiederholt von Amnesty International bestätigte Berichte über Tötungen durch die Polizei, deren Umstände auf rechtswidrige Tötungen hindeuten.
Trinidad und Tobago hat unter einer relativ hohen Mordrate zu leiden, die zu großen Teilen auf Drogen- und Bandenkriminalität zurückzuführen ist. In den vergangenen Jahren waren zumeist über 400 Mordopfer bei einer Gesamtbevölkerung von circa 1,3 Millionen zu beklagen. Aufgrund der seit Jahren sehr hohen Rate tödlicher Gewalt – im Jahr 2022 gab es 599 Morde, 2023 waren es 577, im Jahr 2024 deutlich über 600 Morde, laut dem Minister für nationale Sicherheit gingen in diesem Jahr fast die Hälfte davon auf Bandengewalt zurück – verhängte der Inselstaat Ende 2024 den Ausnahmezustand. Schon im Jahr 2011 war aus demselben Grund ein Ausnahmezustand erklärt worden, damals jedoch beschränkt auf Kriminalitäts-Hotspots.
Trinidad und Tobago gilt als Umschlagplatz für Drogen, insbesondere Kokain, die vom nahegelegenen südamerikanischen Kontinent aus vor allem nach Nordamerika transportiert werden. Die geographische Lage der beiden Inseln Trinidad und Tobago, nur schwer zu bewachende Küstenabschnitte und eine hohe Korruption verbunden mit einer gewissen Unfähigkeit bzw. Unwilligkeit von staatlichen Behörden zur Bekämpfung des Drogenhandels machen Trinidad und Tobago zu einem „idealen“ Umschlagsort für Drogen. So wurde im Dezember 2013 im US-Bundesstaat Virginia Kokain im Wert von circa 100 Millionen US-Dollar sichergestellt. Die Drogen waren als Fruchtsaft in Dosen einer trinidadischen Firma getarnt in einem Schiffscontainer von Trinidad nach Virginia transportiert worden.

### Verwaltungsgliederung

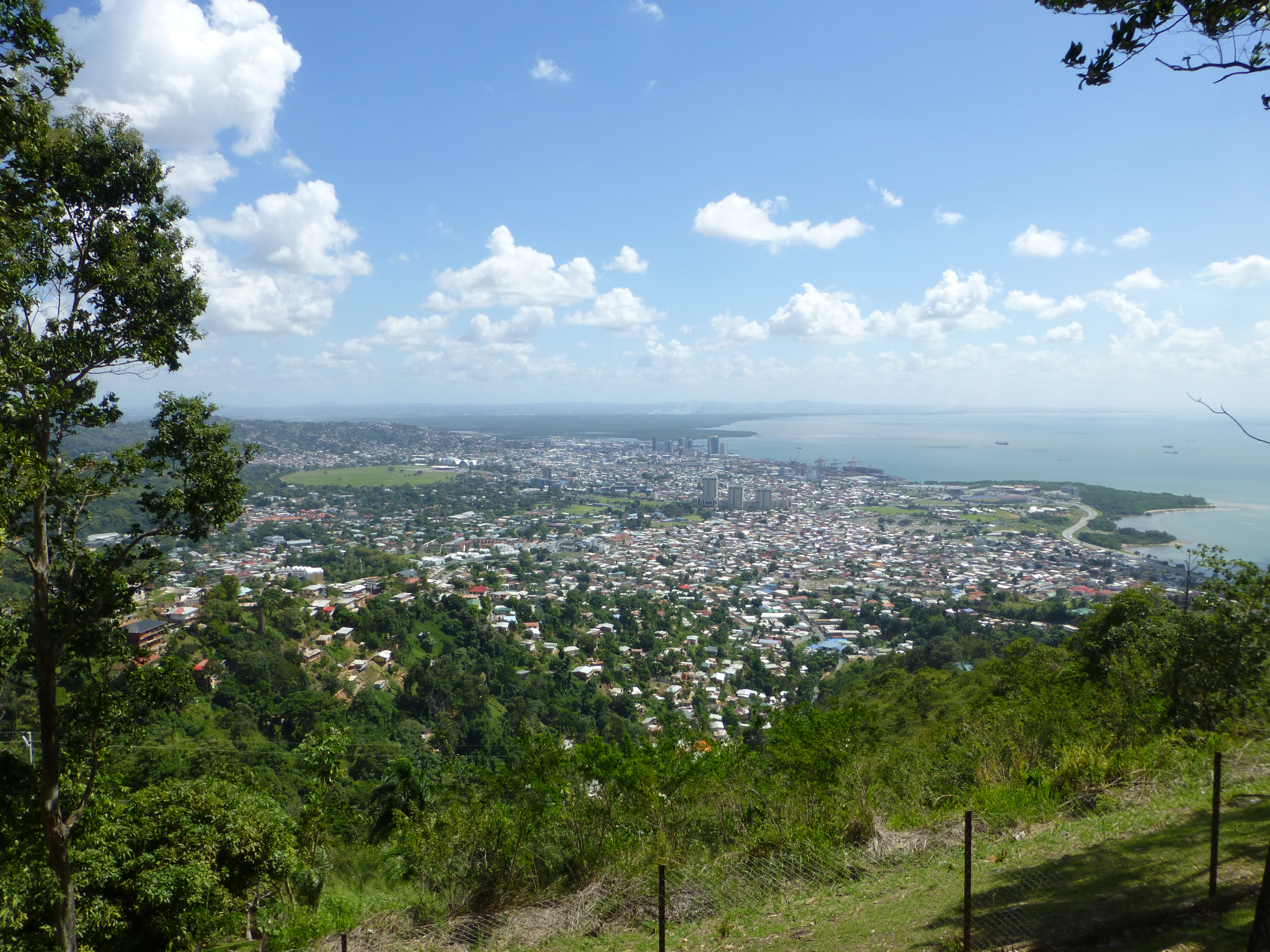
Die Hauptstadt Port of Spain

Trinidad und Tobago gliedert sich in sieben Regionen, fünf Boroughs, zwei Städte und einen Ward.
| Regionen                | Fläche (km²) | Einwohner | Hauptstadt    |
| ----------------------- | ------------ | --------- | ------------- |
| Couva-Tabaquite-Talparo | 719,64       | 162.779   | Couva         |
| Mayaro-Rio Claro        | 852,81       | 35.650    | Rio Claro     |
| Penal-Debe              | 246,91       | 89.392    | Penal         |
| Princes Town            | 621,35       | 102.375   | Princes Town  |
| San Juan-Laventille     | 220,39       | 157.295   | San Juan      |
| Sangre Grande           | 898,94       | 75.766    | Sangre Grande |
| Tunapuna-Piarco         | 527,23       | 215.119   | Tunapuna      |
| Boroughs                |              |           |               |
| Arima                   | 11,15        | 33.606    | Arima         |
| Chaguanas               | 59,65        | 83.516    | Chaguanas     |
| Diego Martin            | 127,53       | 102.957   | Petit Valley  |
| Point Fortin            | 23,88        | 20.235    | Point Fortin  |
| Siparia                 | 510,48       | 86.949    | Siparia       |
| Cities                  |              |           |               |
| Port of Spain           | 13,45        | 37.074    | Port of Spain |
| San Fernando            | 18,64        | 48.838    | San Fernando  |
| Ward                    |              |           |               |
| Tobago                  | 303,00       | 60.874    | Scarborough   |
| gesamt                  | 5.155,05     | 1.328.019 | Port of Spain |

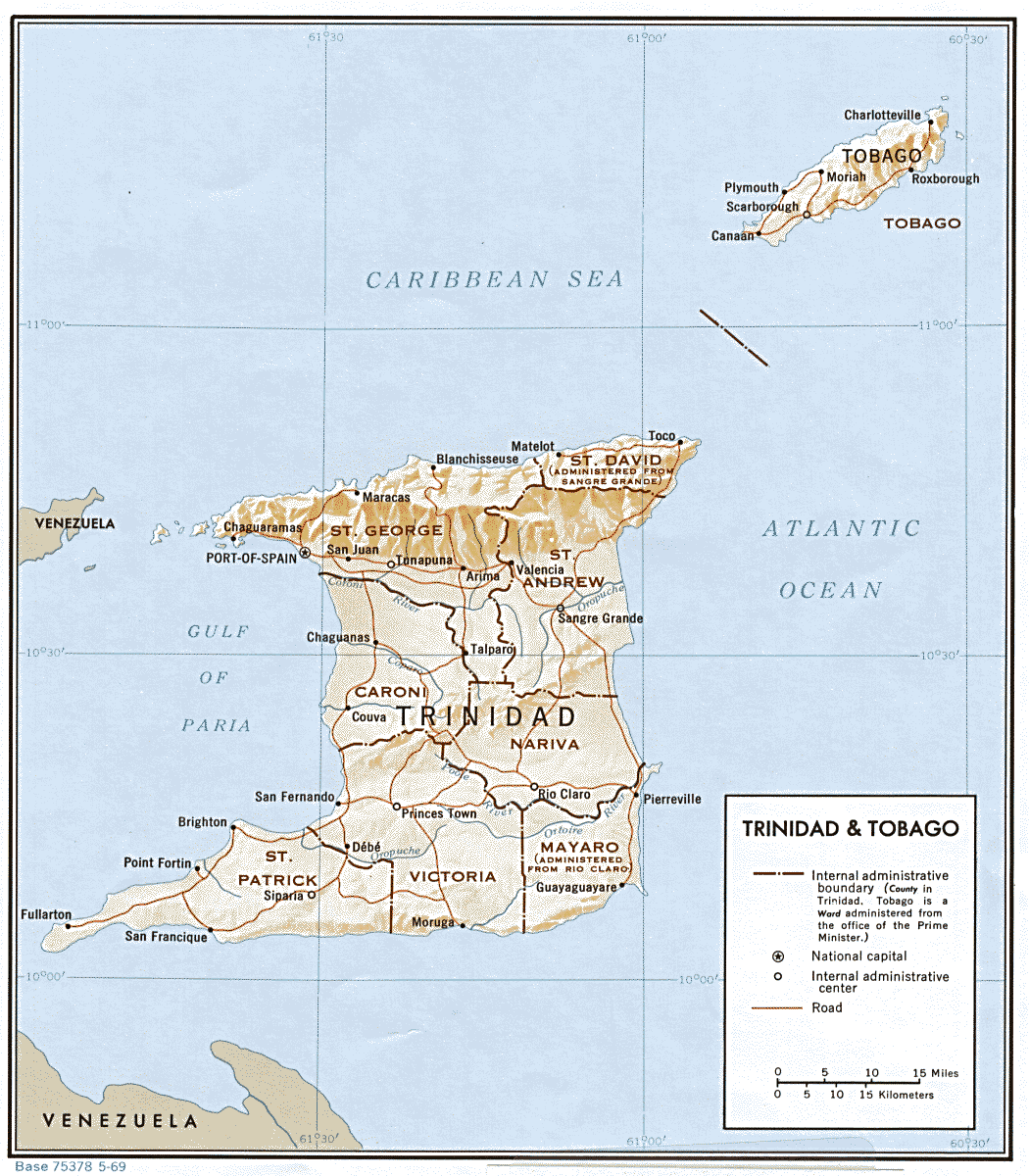
Karte der alten Countys von Trinidad

Bis 1990 waren Trinidad und Tobago in acht Countys geteilt, diese wiederum waren unterteilt in Wards. Tobago war ein Ward des Countys Saint David.
- Caroni
- Mayaro
- Nariva
- Saint Andrew
- Saint David
- Saint George
- Saint Patrick
- Victoria

## Wirtschaft

### Allgemeines

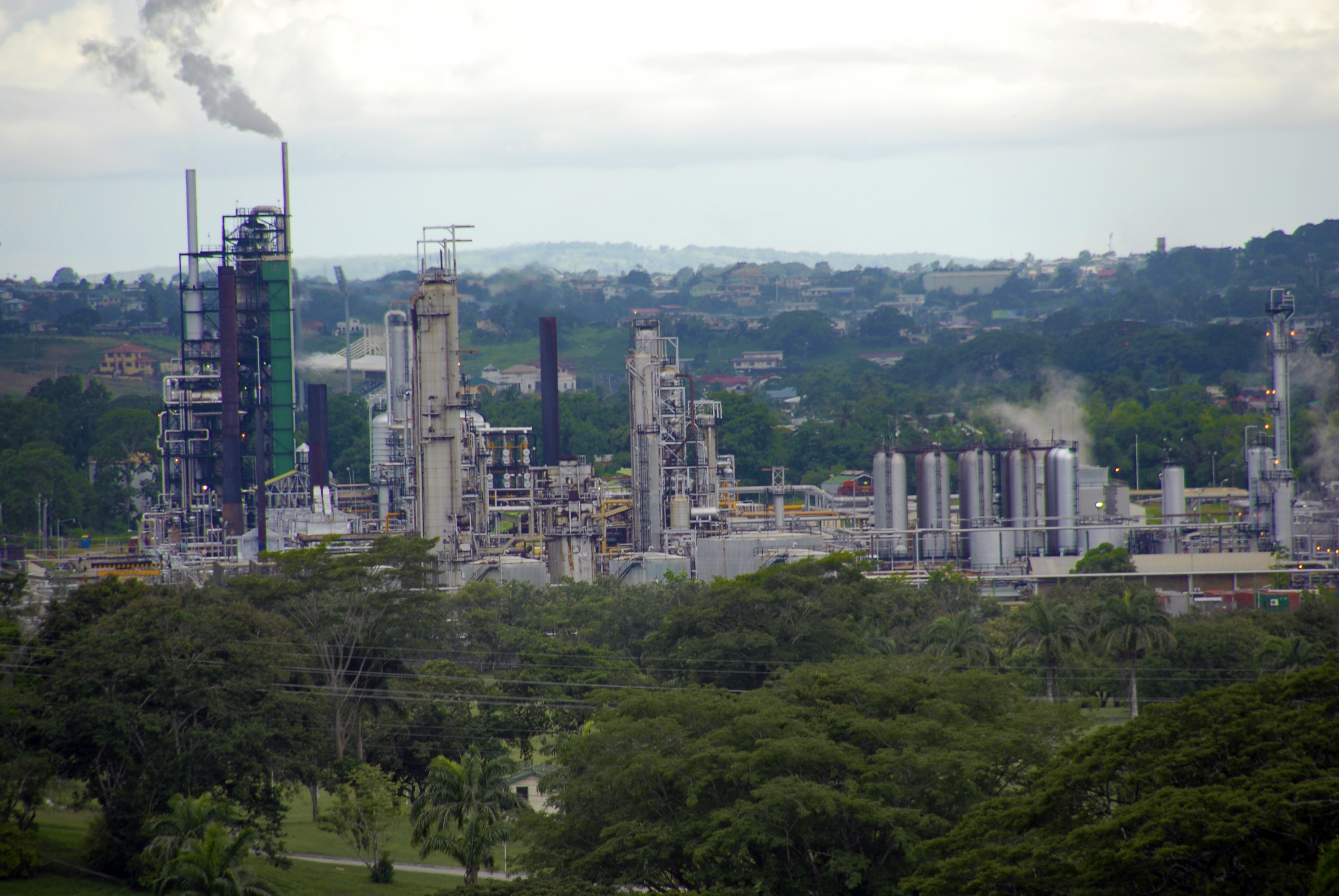
Erdölraffinerie in Pointe-à-Pierre

Ursprünglich wurden in Trinidad Zuckerrohr und andere Plantagenpflanzen für den Export angebaut. Heute gibt es noch Zucker- und Kakaoanbau. In jüngster Zeit wurden immer mehr landwirtschaftliche Produkte für den Eigenbedarf angebaut. Die Forstwirtschaft beschränkt sich auf die Gewinnung von Teak und einigen anderen Tropenhölzern. Der wenige noch vorhandene tropische Regenwald wird geschont. Trinidad und Tobago deckten vor der Erfindung des Kunstasphalts gemeinsam mit Venezuela einen großen Bedarf an Asphalt. Der Asphalt wurde im La Brea Pitch Lake abgebaut.
Wichtig für die Entwicklung der Insel war die Förderung von Erdöl. Daraus ist eine ganze Industrie (Erdgasverflüssigung u. a.) entstanden, die 2014 45 Prozent zum Bruttoinlandsprodukt beitrug. Trinidad ist die am meisten industrialisierte Insel der Karibik. Neben der petrochemischen Industrie gibt es viele Betriebe der Nahrungsmittel- und Leichtindustrie für den lokalen Bedarf und die Versorgung der Nachbarinseln. Die Industrie ist zum Teil staatlich, aber überwiegend privat. Viele Staatsbetriebe wurden in den letzten Jahren privatisiert.
Das Land hat eines der höchsten Pro-Kopf-Einkommen (15.342 US-Dollar im Jahre 2016) des gesamten Amerikanischen Doppelkontinents. Der Absturz des Ölpreises sorgte ab 2015 allerdings für eine Wirtschaftskrise.
Trinidad und Tobago ist Mitglied der International Cocoa Organization.
Im Global Competitiveness Index, der die Wettbewerbsfähigkeit eines Landes misst, belegt Trinidad und Tobago Platz 83 von 137 Ländern (Stand 2017–2018). Der Index für wirtschaftliche Freiheit 2024 des Landes war der 79 höchste von 176 Ländern.
| Jahr                                    | 2010   | 2015   | 2016   | 2017   | 2018   | 2019   | 2020   | 2021   | 2022   | 2023   |
| --------------------------------------- | ------ | ------ | ------ | ------ | ------ | ------ | ------ | ------ | ------ | ------ |
| BIP in Mrd. USD (Kaufkraftparität)      | 35,4   | 43,1   | 40,2   | 39,0   | 40,1   | 40,5   | 36,4   | 42,2   | 45,8   | 48,0   |
| BIP pro Kopf in USD (Kaufkraftparität)  | 26.639 | 31.447 | 29.202 | 28.165 | 28.847 | 29.028 | 26.005 | 29.966 | 32.410 | 33.791 |
| BIP-Wachstum (real)                     | 3,5 %  | -0,8 % | -7,5 % | -4,8 % | -0,6 % | 0,4 %  | -9,1 % | -1,0 % | 1,5 %  | 1,1 %  |
| Inflation (in Prozent)                  | 10,5 % | 4,7 %  | 3,1 %  | 1,9 %  | 1,0 %  | 1,0 %  | 0,6 %  | 2,1 %  | 5,8 %  | 4,6 %  |
| Staatsverschuldung (in Prozent des BIP) | 21 %   | 26 %   | 35 %   | 40 %   | 41 %   | 45 %   | 61 %   | 60 %   | 51 %   | 56 %   |

### Arbeitsmarkt
Die Arbeitslosenquote lag im Jahr 2017 bei 4,5 %, unterbeschäftigte Personen sind nicht mit einberechnet. 2016 arbeiteten 3,1 % aller Arbeitskräfte in der Landwirtschaft, 11,5 % in der Industrie und 85,4 % im Dienstleistungssektor. Die Gesamtzahl der Beschäftigten wird für 2017 auf 629.000 geschätzt; davon sind 42 % Frauen.

### Dienstleistungen
Der Dienstleistungssektor ist geprägt von Finanzdienstleistern wie Banken, Versicherungen sowie von vielen Groß- und Einzelhandelsbetrieben. Es gibt eine nationale Fluggesellschaft, die Caribbean Airlines, und zwei Verkehrsflughäfen, den Flughafen Piarco auf Trinidad in der Nähe von Port of Spain und den Flughafen Crown Point auf Tobago. In Tobago besteht ein ausgeprägter internationaler Tourismus.

### Finanzwirtschaft
Das Land führt eine Wertpapierbörse in der Hauptstadt mit dem Namen Trinidad and Tobago Stock Exchange. Außerdem verfügt die Regierung über einen Staatsfonds - den Heritage and Stabilization Fund.

### Staatshaushalt
Der Staatshaushalt umfasste 2016 Ausgaben von umgerechnet 9,3 Mrd. US-Dollar, dem standen Einnahmen von umgerechnet 7,3 Mrd. US-Dollar gegenüber. Daraus ergibt sich ein Haushaltsdefizit in Höhe von 9,7 % des BIP. Die Staatsverschuldung betrug 2016 12,8 Mrd. US-Dollar oder 61,0 % des BIP.
2020 betrug der Anteil der Staatsausgaben (in % des BIP) folgender Bereiche:
- Gesundheit: 7,3 %
- Bildung: 4,1 %
- Militär: 1,0 % (2023)

## Kultur

### Musik, Karneval, Literatur und Küche

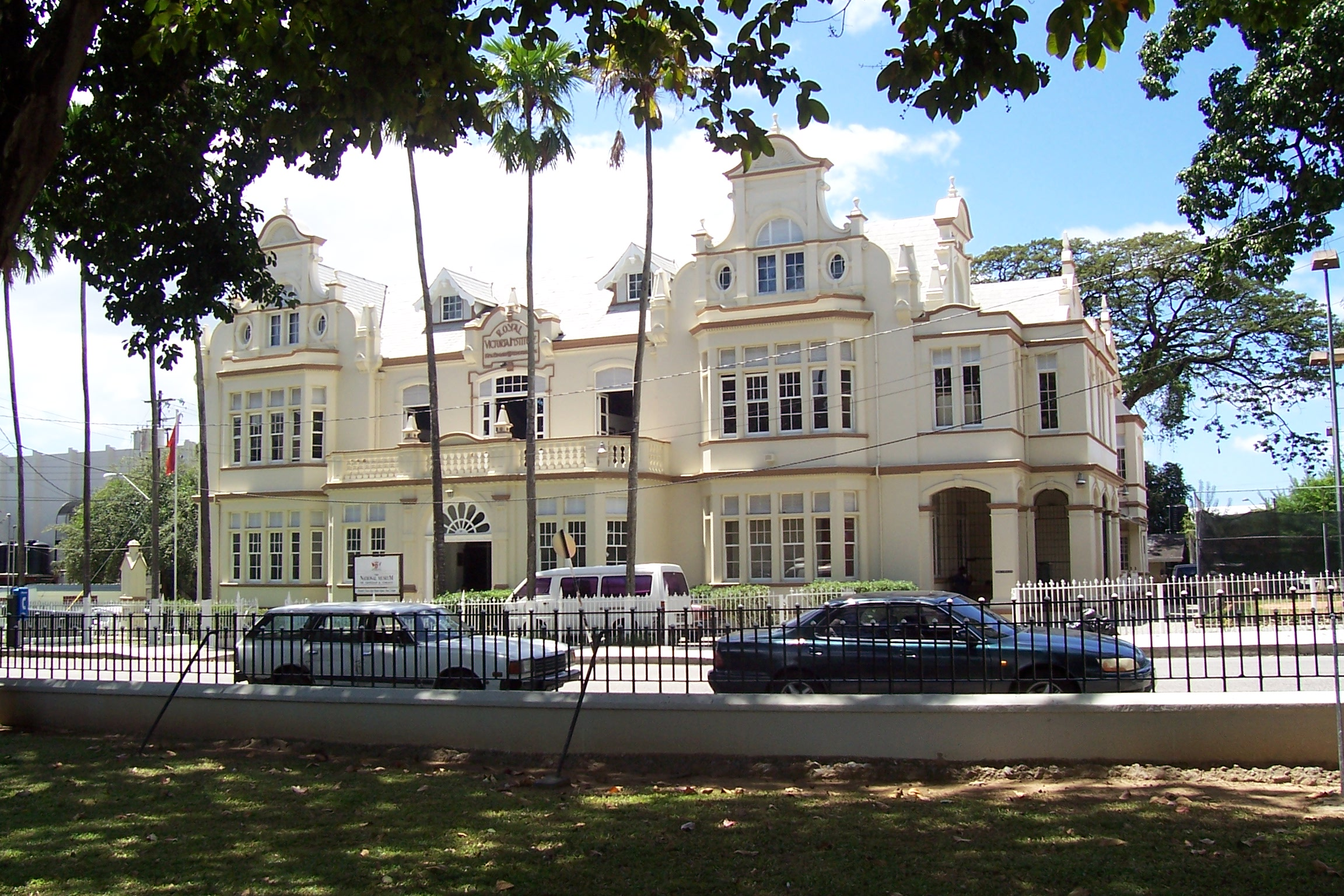
Das Nationalmuseum

Die Steel Pan ist das nationale Musikinstrument von Trinidad und Tobago und wird aus einem runden Metallresonanzkörper hergestellt. Das Instrument wurde in den 1930er-Jahren erfunden. Die britischen Kolonialherren verboten den Einheimischen das Trommeln auf afrikanischen Schlaginstrumenten. Deshalb suchte die Unterschicht Trinidads nach neuen Möglichkeiten des musikalischen Ausdrucks. Somit entstanden die ersten Steel Pans aus ausrangierten Ölfässern, die es in Trinidad aufgrund der Ölindustrie im Überfluss gab. Internationale Aufmerksamkeit erlangte die Steel Pan, als TASPO (Trinidad All Steel Percussion Orchestra) 1951 nach England eingeladen wurde, um auf dem Festival of Britain dieses neuartige Musikinstrument zu präsentieren. Die Steel Pan erfreut sich seit ihrer Entstehung vor allem in Nordamerika und Europa großer Beliebtheit. Der u. a. auf Steel Pans gespielte Calypso und die daraus entstandenen Musikrichtungen Soca, Rapso und Chutney haben ihre Heimat ebenfalls in Trinidad und Tobago. Neben einheimischen Musikstilen erfreut sich R&B US-amerikanischer Prägung großer Beliebtheit. Ein Nischendasein führt Anti-Everything, Trinidads einzige Punk-Band.
Trinidad ist für seinen Karneval bekannt, einen der größten der Welt.
Bekannte Schriftsteller aus Trinidad und Tobago sind der Literaturnobelpreisträger V. S. Naipaul, C. L. R. James, Michael Anthony und Anthony de Verteuil.
Die trinidadische Küche ist geprägt durch die Vielfalt ihrer äußeren Einflüsse.

### Medien
Im Land gibt es Pressefreiheit.
Es gibt drei unabhängige Tageszeitungen:
- Newsday (Auflage ca. 71.000)
- Express (Auflage ca. 88.000)
- Guardian (Auflage ca. 56.000)

Radiostationen:
In Trinidad und Tobago gibt es zahlreiche Radiosender. Drei davon werden von der staatlichen Caribbean New Media Group (CNMG) betrieben.
Fernsehen:
- TV 6 (privat)
- CNN 3 (privat)
- TIC
- Gayelle TV (privat)
- CNC 3 (privat)
- NCC (staatlich)
- PARL (staatlich)
- CNMG (staatlich)
- WIN TV (privat)
- IBN (privat)
- IETV (privat)
- Synergy (privat)

Im Jahr 2022 nutzten 80 Prozent der Einwohner Trinidad und Tobagos das Internet.

### Sport

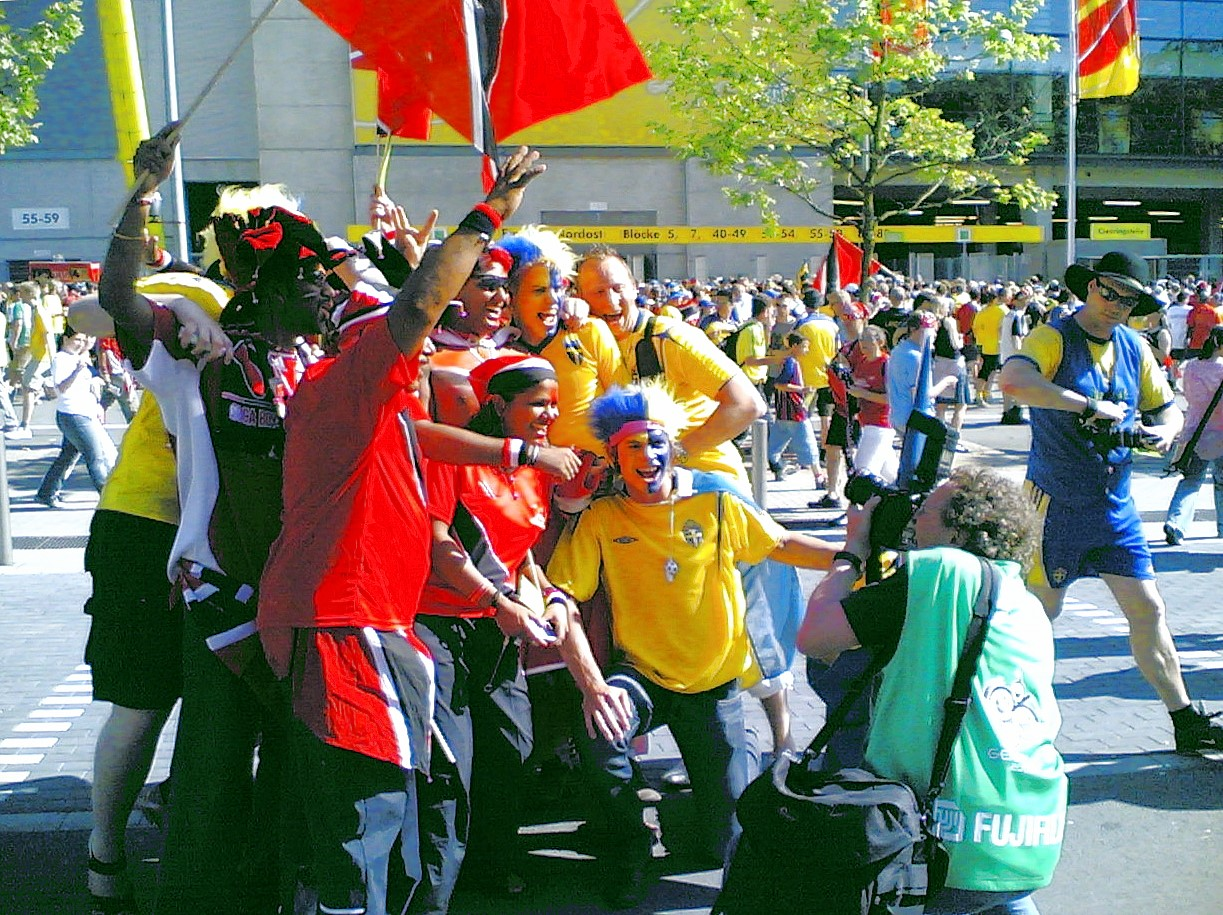
Fans aus Trinidad und Tobago mit schwedischen Fans während der Fußball-Weltmeisterschaft 2006 in Dortmund

Der Nationalsport auf den beiden Inseln ist Cricket. Die Spieler aus Trinidad und Tobago spielen im West Indies Cricket Team. Das West Indies Cricket Team nahm an beinahe jedem Cricket World Cup teil, gewann die ersten beiden Austragungen 1975 und 1979 und verpasste lediglich das Turnier 2023. Außerdem gewannen sie den Men’s T20 World Cup zweimal (2012 und 2016) sowie je einmal die Champions Trophy (2004) und die U19-Cricket-Weltmeisterschaft (2016). Im März und April 2007 fand erstmals eine Cricketweltmeisterschaft in der Karibik statt. Einige Spiele der Vorrunde wurden im Queen’s Park Oval in Port of Spain ausgetragen. Auch wurden hier fünf Spiele des ICC Men’s T20 World Cup 2024 ausgetragen.
Die Fußballnationalmannschaft von Trinidad und Tobago (auch Soca Warriors genannt) qualifizierte sich 2005 zum ersten Mal für eine Fußballweltmeisterschaft und nahm an der Endrunde in Deutschland 2006 teil. Die Mannschaft unter Trainer Leo Beenhakker schied in der Vorrunde aus, übertraf jedoch viele Erwartungen. Trinidad und Tobago war, bis sich Island für die Weltmeisterschaft 2018 qualifizierte, bevölkerungsmäßig das kleinste Land, das an einer Fußballweltmeisterschaft teilgenommen hat. Aus Tobago stammt der Fußballspieler Dwight Yorke, der bei Manchester United spielte und auf 72 Einsätze in der Nationalmannschaft kam. In Trinidad und Tobago fand die U-17-Fußball-Weltmeisterschaft der Frauen 2010 statt.
Der berühmteste Sportler des Landes ist der Leichtathlet Hasely Crawford, der bei den Olympischen Spielen 1976 in Montreal eine Goldmedaille im 100-Meter-Lauf gewann. Keshorn Walcott wurde in London 2012 überraschend Olympiasieger im Speerwurf, er erzielte dabei die Weite von 84,58 Metern. Auch Ato Boldon gewann mehrere Medaillen bei Olympischen Spielen 1996 und 2000 und wurde 1997 Weltmeister über 200 Meter. Darrel Brown errang bei Weltmeisterschaften mehrere Silbermedaillen über 100 Meter und in der 4-mal-100-Meter-Staffel. Die zweite olympische Medaille bei den Spielen 2012 in London wurde in der 4-mal-100-Meter-Staffel nach der Disqualifikation von Kanada und hinter den Teams von USA und Jamaika (Weltrekord) errungen. Der erste Medaillengewinner im Bereich Leichtathletik bei Olympischen Spielen war Edwin Roberts, 1964 mit Bronze über 200 Meter. Rodney Wilkes gewann bereits bei den Olympischen Spielen 1948 und 1952 Medaillen im Gewichtheben. Populär sind auch der Cricketspieler Brian Lara oder der Bahnradsportler Roger Gibbon, der als erster Radsportler des Landes eine Medaille bei Rad-Weltmeisterschaften errang. George Bovell errang als erster karibischer Schwimmer 2004 eine olympische Bronzemedaille.
Die größten Stadien des Landes sind das Hasely Crawford Stadium für 27.000 und das Queen’s Park Oval für 25.000 Zuschauer, beide in Port of Spain. Auf Tobago befindet sich das Dwight Yorke Stadium. Trinidad verfügt auch über drei Radrennbahnen.
Die Liste der olympischen Medaillengewinner aus Trinidad und Tobago zeigt, dass auf den beiden Inseln hervorragende Sprinter zu Hause sind.
Special Olympics Trinidad und Tobago wurde 1982 gegründet und nahm mehrmals an Special Olympics Weltspielen teil, zuletzt 2023 in Berlin.

### Staatliche Seiten
- Offizielle Internetpräsenz der Regierung (englisch)
- Offizielle Internetpräsenz des Parlaments
- National Library and Information System Authority Nationalbibliothek

### Andere
- Datenbank inhaltlich erschlossener Literatur zur gesellschaftlichen, politischen und wirtschaftlichen Situation in Trinidad und Tobago
- Timeline: Trinidad and Tobago – wichtige Daten der Geschichte Trinidad und Tobagos auf einer Webseite der BBC
- Länderinformationen des Auswärtigen Amtes zu Trinidad und Tobago
- Trinidad und Tobago im CIA World Factbook